# فرشتگان و شیاطین (فیلم)
فرشتگان و شیاطین (به انگلیسی: Angels & Demons) فیلمی است که بر اساس رمان فرشتگان و شیاطین اثر دن براون نویسنده مطرح آمریکایی که به کارگردانی ران هاوارد و بازیگری تام هنکس در نقش رابرت لنگدان، شخصیت اصلی این کتاب ساخته شده‌است.
تام هنکس بازیگری نقش رابرت لنگدان در فیلم راز داوینچی اثر همین نویسنده را نیز پیشتر بر عهده داشته‌است. فیلمِ فرشتگان و شیاطین محصولِ کمپانیِ کلمبیاست، که در تاریخ ۱۵ مه ۲۰۰۹ منتشر شد.

## داستان
فیلم با نمایش مراسم تشییع جنازه پاپ در میان خیل انبوه مسیحیان و خبرگزاری‌های سراسر دنیا شروع می‌شود. هم‌زمان در مرکز تحقیقاتی سِرن، پژوهشگران در تلاش برای کشف مبدأ پیدایش هستی موفق به کشف ذره بنیادی به نام کانیستر موسوم به «ذره خدا» می‌شوند. فردی ناشناس یکی از دانشمندان مرکز که از قضا لباس کشیشی بر تن دارد را کشته و نماد اشراقیون را بر سینه وی حک می‌کند و یکی از مخزن‌های پادماده را به سرقت می‌برد.
اینجاست که واتیکان برای کشف راز این قتل از رابرت لنگدان پروفسور نمادشناس کمک می‌خواهد. پروفسور لنگدان با دیدن نماد اشراقیون و بررسی نشانه‌ها پی می‌برد که فرقه اشراقیون که در گذشته تحت سلطه کامل کلیسا بوده برای گرفتن انتقام دیرین از کلیسا، نقشه قتل چهار کاردینال و بدنبال آن نابودی واتیکان با استفاده از ذره بنیادی را کشیده‌اند. پروفسور لنگدان بهمراه دختر دانشمند ایتالیایی به نام ویتوریا وِترا با جستجو در واتیکان و دنبال کردن نشانه‌ها در تلاش برای نجات کاردینال‌ها پس از قتل سه کاردینال و داغ نشان اشراقیون بر سینه آن‌ها، موفق می‌شوند چهارمین کاردینال را در واپسین لحظات نجات دهند.
همزمان در واتیکان، کاردینال‌ها مشغول رای‌گیری برای انتخاب پاپ جدید هستند. رابرت و ویتوریا در ادامه جستجویشان در زیرزمین واتیکان پادماده را که در آستانه انفجار قرار دارد پیدا می‌کنند و کشیش کامرلنگوی واتیکان طی اقدامی قهرمانانه، با استفاده از هلیکوپتر پاد ماده را به آسمان می‌برد تا از انفجار و نابودی واتیکان جلوگیری کند. کاردینال‌ها با دیدن این نمایش قهرمانانه از کامرلنگو به این نتیجه می‌رسند که او را به عنوان پاپ جدید انتخاب کنند.
اما رابرت لنگدان با دیدن فیلم ضبط شده دوربین از اتاق پاپ پی می‌برد که تمام ماجرا یک سناریوی از پیش طراحی شده توسط کامرلنگو برای جانشینی پاپ بوده‌است و با مطلع کردن کاردینال‌ها، کامرلنگو که از فرجامش نومید شده خود را به آتش می‌کشد.